# جوش رابي
جوش رابي (بالإنجليزية: Josh Rabe)‏ هو لاعب كرة قاعدة أمريكي، ولد في 15 أكتوبر 1978 في كوينسي في الولايات المتحدة.

## وصلات خارجية
- جوش رابي على موقع دوري كرة القاعدة الرئيسي (الإنجليزية)
- جوش رابي على موقعبيزبول رفرنس.كوم (الدوري الرئيسي) (الإنجليزية)
- جوش رابي على موقعبيزبول رفرنس.كوم (الدوري الثانوي) (الإنجليزية)
- جوش رابي على موقع إي إس بي إن.كوم (أم.أل.بي) (الإنجليزية)
- جوش رابي على موقع مشجعي الرسوم البيانية (الإنجليزية)